# Еремцова, Софья Владимировна
Софья Владимировна Еремцова (род. 9 сентября 1990 года) - российская пловчиха в ластах.

## Карьера
Воспитанница Красноярской городской СДЮСШОР «Спутник». Мастер спорта России (2009) .Призёр чемпионата мира , Европы, России.
Выпускница Сибирского государственного аэрокосмического университета имени академика М.Ф. Решетнева.